# 30 aC

## Esdeveniments
Imperi romà
- L'Imperi Romà s'annexiona Egipte
- Octavi és consol romà per quarta vegada.
- Amb el suposat suïcidi de Cleòpatra VII i l'execució de Cesarió de la dinastia Ptolemaica, l'última dinastia de l'antic Egipte arriba a la seva fi.

## Necrològiques
- Alexandre Heli
- Cleopatra VII (es creu que es va suïcidar).
- Marc Antoni, militar romà (suïcidi)
- Marc Antoni Antillus, fill de Marc Antoni.